# Söldnerrebellion in der Demokratischen Republik Kongo 1967
Die Söldnerrebellion in der Demokratischen Republik Kongo 1967 war ein kriegerischer Konflikt im Osten  der Demokratischen Republik Kongo, der von Juli bis November 1967 zunächst Stanleyville (Kisangani) und darauf die Region um die Stadt Bukavu erfasste.

## Hintergrund
Belgien zog sich Anfang 1959 aus Belgisch-Kongo zurück. Am 30. Juni 1960 wurde der Kongo ein unabhängiger Staat. Patrice Lumumba wurde der erste Ministerpräsident und Joseph Kasavubu erster Staatspräsident des Kongo. Das Land konnte sich aber nicht stabilisieren. Infolge der Unabhängigkeit des Kongo begann ein Bürgerkrieg. Im Zuge des Simba-Aufstandes beschäftigte der Rebellenchef Moïse Tschombé rund 1500 Söldner. Viele prominente Söldner wie etwa Siegfried Müller („Kongo-Müller“) oder Mike Hoare waren in dieser Zeit im Kongo tätig. Mit seinen Söldnern gelang es Tschombé, weite Teile des Kongos zeitweise zu beherrschen. 
Mobutu Sese Seko gelang es jedoch in der Folge, die Truppen und die Söldner von Tschombé zu verdrängen. Tschombé wurde während einer Reise am 30. Juni 1967 mit einem Privatflugzeug von Spanien nach Tunis entführt und in Algier inhaftiert. Unter der Führung von Jean Schramme besetzten die Söldner und 950 ehemalige Gendarmen der ehemaligen freien Provinz Katanga am 8. August 1967 ein Gebiet um die Stadt Bukavu. Ziel der Besetzung war es, den in Algerien festgesetzten ehemaligen Ministerpräsidenten Moise Tschombé freizupressen. Schramme bot Mobutu Friedensverhandlungen an und drohte, andernfalls die Hauptstadt Kinshasa anzugreifen. 
Mobutu lehnte jegliche Verhandlungen ab. Mobutus Truppen konnten die Stadt umzingeln. Der Söldnerführer Bob Denard versuchte mit weiteren Söldnereinheiten von Angola kommend die Umzingelung der Stadt zu beenden. Mobutus Truppen konnten aber auch Denards Einheit schlagen. Die Stadt wurde daraufhin von einer 15.000 Mann starken Armee belagert. Hierbei handelte es sich um rund die Hälfte aller Truppen der Demokratischen Republik Kongo. Mobutus Versuche, eine Vermittlung über das Rote Kreuz zu erzielen, scheiterten. In der Folge der Belagerung gingen den Söldnern die Munition und die Versorgung aus. Der verbliebene Rest des Söldnerheers floh am 29. Oktober 1967 und am 6. November 1967 konnten die letzten Überlebenden der Söldnerarmee die Grenze nach Ruanda überschreiten. 
In Ruanda wurden die Söldner und ihre Verbündeten verpflegt und durch das Rote Kreuz versorgt. Mobutu forderte die Auslieferung der Söldner aus Ruanda, doch der Staatspräsident Ruandas Grégoire Kayibanda weigerte sich. Die belgische Fluggesellschaft Sabena flog die Söldner außer Landes. Aus Angst davor, dass die Söldner das Flugzeug mit Waffengewalt zu einer anderen Flugroute zwingen und einen Stopp im damaligen Portugiesisch Angola oder Südafrika erzwingen könnten, verweigerten mehrere afrikanische Länder die Überflugrechte.
In der Zeit der Besetzung kam es in Bukavu zu Massakern an der Zivilbevölkerung. Die Zahl der Todesopfer der Zivilbevölkerung wird auf rund 1.020 Menschen geschätzt. Die Stadt Bukavu wurde in den Kämpfen fast vollständig zerstört.

## Trivia
Der Reporter Randy Braumann dokumentierte den Aufstand für die Zeitschrift stern.
Schramme und zahlreiche weitere Söldner wurden zwar in Belgien repatriiert, erhielten aber nur Reisepässe mit einem sichtbaren Vermerk „nicht gültig für Afrika“.